# 平地建物

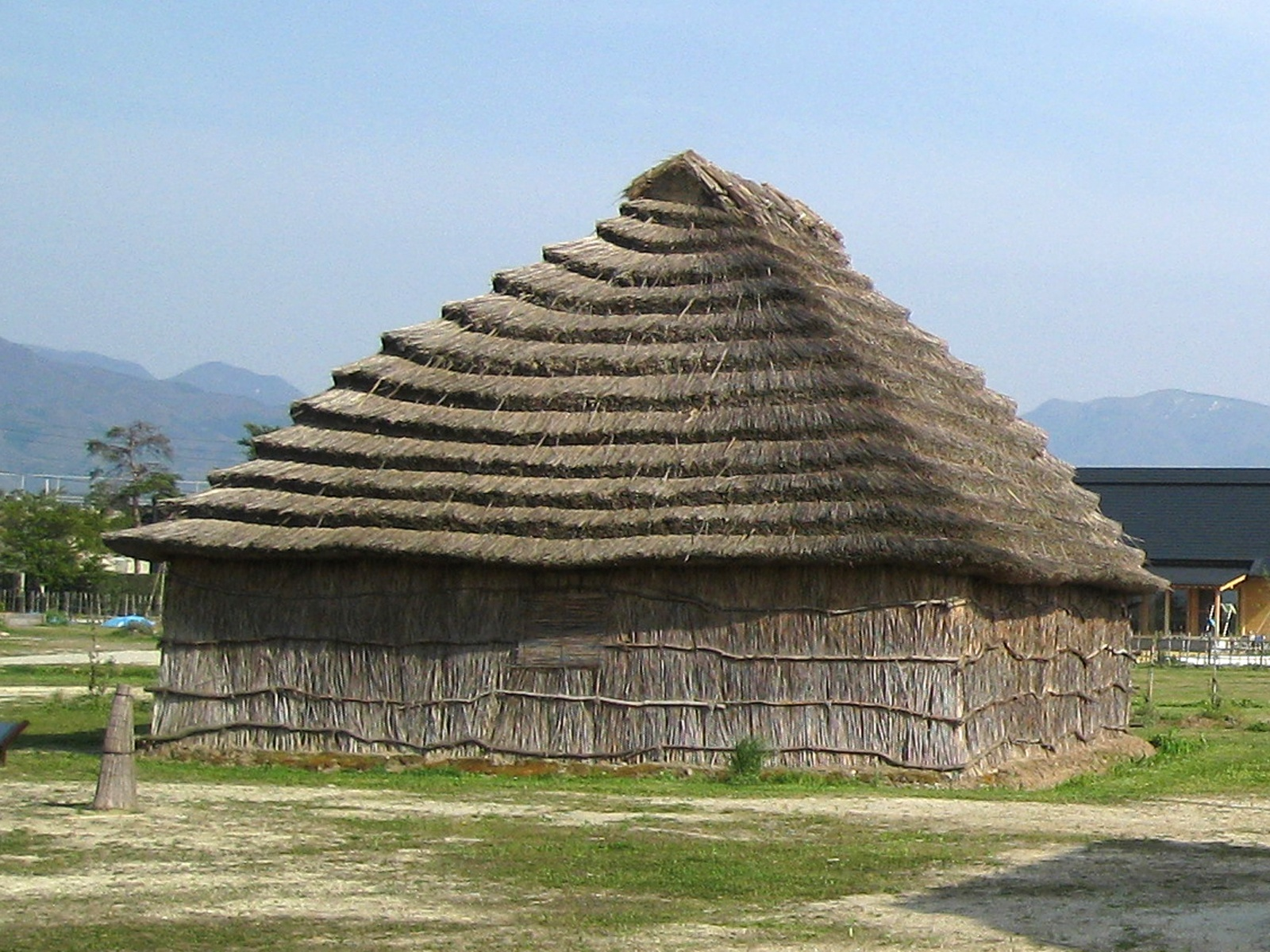
山形県天童市西沼田遺跡の復元平地建物（第11号建物）。

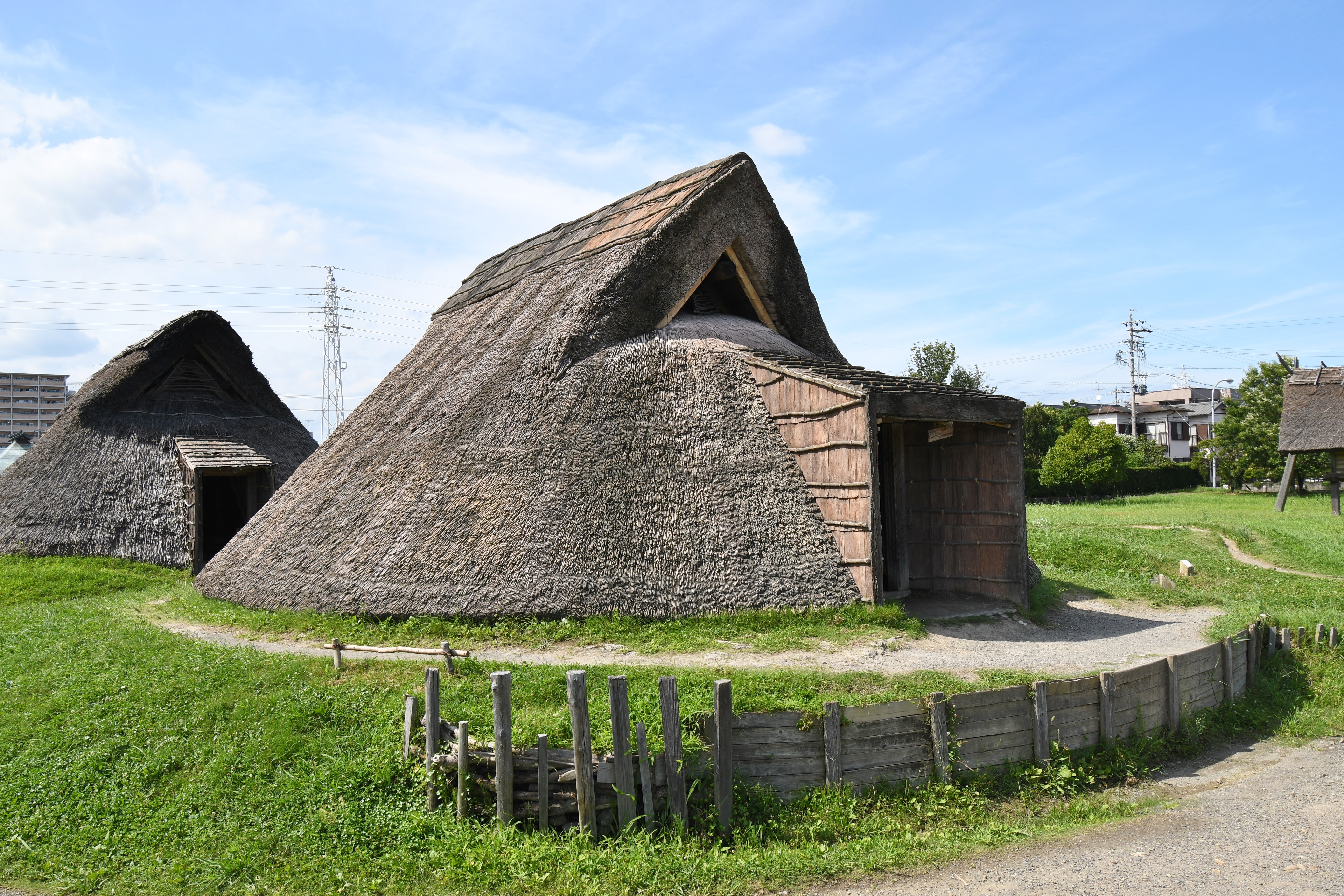
静岡県静岡市登呂遺跡の竪穴状平地建物。竪穴建物と解説されることもあるが、厳密には平地建物にあたる。

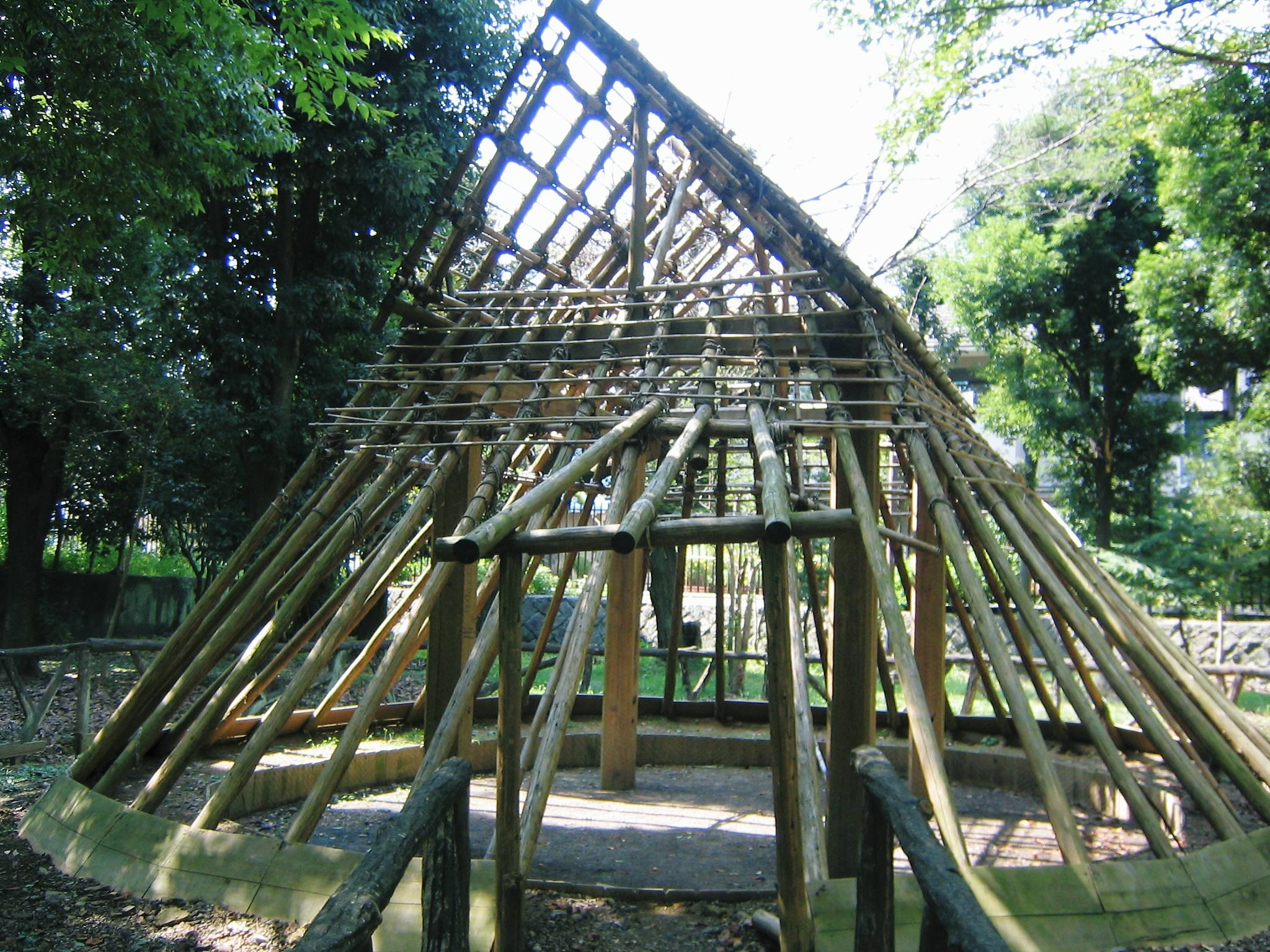
竪穴状平地建物（伏屋式）の骨組み（登呂遺跡）

平地建物（へいちたてもの）は、建築物の一様式で、地表面または僅かに盛土した地面を床とする建築を指す。日本の考古学においては、建物遺構の床面の位置を基準とする分類名として用いられる概念である。建築用途が住居である場合、平地（式）住居（へいちじゅうきょ）と呼ばれることもある。

## 概要
地面を掘り込んで床面を地表面より低い位置に設ける竪穴建物（竪穴住居）や、掘立柱建物の中で地表面より高い位置に床面を構築する高床建物と区別する用語として使われる。床面の高さが地表平面にあることを基準とする呼称であるため、掘立柱建物や土台建物・礎石建物も（高床構造のものを除き）広義の「平地建物」に含まれる。
平地式建物とも言うが、今日の日本考古学界では「高床式倉庫」や「竪穴式住居」と呼ばれていたものが「高床建物（または高床倉庫）」や「竪穴建物（または竪穴住居）」と呼ばれるようになってきたと同様に「式」を付けた呼び方はあまり用いられなくなっている。

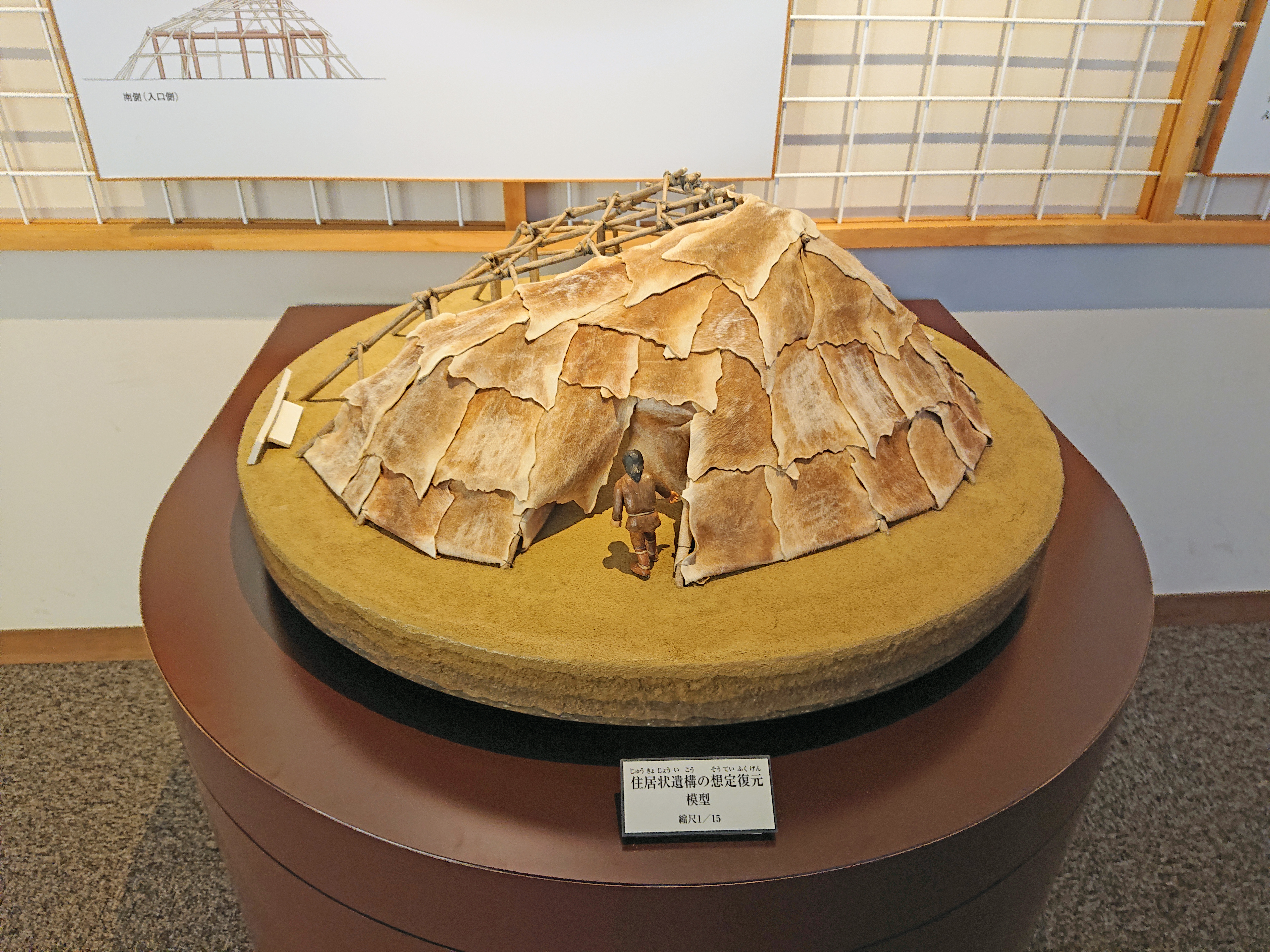
田名向原遺跡の旧石器時代平地建物の復元模型（旧石器ハテナ館内）

日本列島における旧石器時代では、当時の人々が食料となる動物を追ってテントなどで寝泊まりし、居住場所を短期間に変える「遊動生活」をしていたため、住居などの建物の遺構が残らず、それらの検出事例そのものが希少な存在であるが、神奈川県相模原市中央区の田名向原遺跡では、12基の柱穴をもつ平地建物と考えられる建物遺構（住居状遺構）が検出されており、この種の建物が旧石器時代から存在していたことが判明している。
定住生活が始まった縄文時代から平安時代にかけての集落における住居形態は、竪穴建物であると認識されることが一般的だが、1985年（昭和60年）に山形県東置賜郡高畠町の押出遺跡（おんだしいせき）から壁建ち建築の平地建物跡が検出されたことで、平地建物が縄文時代にも竪穴建物と併存していることが解っている。
また、群馬県渋川市の黒井峯遺跡では、6世紀前半（古墳時代後期）の榛名山噴火で、集落が一瞬で厚い火山灰に埋もれたため、当時の生活面（遺構面）が後代の削平を受けずに遺存したが、そこで検出された建物の遺構は、竪穴建物5軒・高床建物8棟に対し平地建物が36棟と圧倒的に多く、古代当時の集落の建物構成や集落景観を検討する際に考慮すべき点であると指摘されている。
なお、日本の考古学において、平地建物・竪穴建物・高床建物という用語は、
1. 竪穴建物：建物の床面が地表面より低いもの。
2. 平地建物：地表面と同じか僅かに盛土した程度の高さを床面とするもの。
3. 高床建物：掘立柱に床板を乗せ、床面を地表面より高く浮かせたもの。

という、床面の「高さ」を基準とした分類名である。このため、地面に主柱となる掘立柱を立てて上屋を支える建物を示す「掘立柱建物」は、それが存在した当時に床面が地表面にあったのであれば「平地建物」であり、地表面より高かったのであれば「高床建物」となる。このため文化庁は、検出された遺構について発掘調査報告書などで列挙する際に「掘立柱建物と平地建物」や「掘立柱建物と高床建物」、あるいは「壁建ち建物と平地建物」などと記述するのは、分類基準の異なる建物名を別物のように並置的に記述していて「意味をなさない」ため、これらの分類基準を考慮した記述が求められると指摘している。